# Partido Nuevo Catalán de Amor a España y al Orden
El Partido Nuevo Catalán de Amor a España y al Orden es fundà a Barcelona el novembre de l'any 1933 com un partit polític amb l'objectiu de fomentar el bé de la pàtria i garantir l’ordre.
Al capdavant de la formació hi havia José Fernando Albors, qui en tenia el títol de president i Jefe Iniciador, mentre que Enrique Sorrevilla España n’exercia de secretari. La seva activitat es mantingué, com a mínim, fins al març de 1935.